# نباتة كبيرة
نباتة كبيرة قرية سوريّة تتبع إداريّاً لمحافظة حلب منطقة الباب ناحية عريمة، بلغ تعداد سكانها 764 نسمة حسب التعداد السكاني لعام 2004.